# James Tiptree, Jr.
James Tiptree, Jr. (24. kolovoza 1915. – 19. svibnja 1987.) je pseudonim američke spisateljice znanstvene fantastike Alice Bradley Sheldon, kojim je najčešće potpisivala svoje knjige i priče od 1967. godine nadalje. Povremeno se potpisivala i kao Raccoona Sheldon (1974. – 1977.)
Radila je kao grafički umjetnik, od 1942. do 1946. godine radila je za američku vojsku, 1967. je doktorirala psihologiju.
Sheldon je dobitnica mnogih žanrovskih nagrada: Hugo (1974. i 1977.), Nebula (1973., 1976. i 1977.), Locus (1984.), Jupiter (1977.).
Od 1991. godine postoji i godišnja nagrada James Tiptree, Jr. za književno djelo u domeni znanstvene fantastike ili fantasyja koje proširuje ili istražuje naše razumijevanje spolova.

## Književna djela
- "Uz zidine svijeta"
- "Sjaj se s neba ruši"

## Vanjske poveznice
- Bibliografija James Tiptree, Jr.